# العلاقات التشيكية اليمنية
العلاقات التشيكية اليمنية هي العلاقات الثنائية التي تجمع بين التشيك واليمن.

## مقارنة بين البلدين
هذه مقارنة عامة ومرجعية للدولتين:
| وجه المقارنة                                              | التشيك                                                                            | اليمن                   |
| --------------------------------------------------------- | --------------------------------------------------------------------------------- | ----------------------- |
| المساحة (كم2)                                             | 78.87 ألف                                                                         | 555.00 ألف              |
| عدد السكان (نسمة)                                         | 10.52 مليون                                                                       | 28.25 مليون             |
| الكثافة السكانية (ن./كم²)                                 | 133.38                                                                            | 50.9                    |
| العاصمة                                                   | براغ                                                                              | صنعاء عدن (عاصمة مؤقتة) |
| اللغة الرسمية                                             | اللغة التشيكية                                                                    | اللغة العربية           |
| العملة                                                    | كرونة تشيكية، كرونة تشيكوسلوفاكية                                                 | ريال يمني               |
| الناتج المحلي الإجمالي (بليون دولار)                      | 215.73 مليار                                                                      | 18.21 مليار             |
| الناتج المحلي الإجمالي (تعادل القوة الشرائية) بليون دولار | 356.15 مليار                                                                      | 75.69 مليار             |
| الناتج المحلي الإجمالي الاسمي للفرد دولار أمريكي          | 17.55 ألف                                                                         | 1.41 ألف                |
| الناتج المحلي الإجمالي للفرد دولار أمريكي                 | 31.19 ألف                                                                         |                         |
| مؤشر التنمية البشرية                                      | 0.878                                                                             | 0.498                   |
| رمز المكالمات الدولي                                      | +420                                                                              | +967                    |
| رمز الإنترنت                                              | .cz                                                                               | .ye                     |
| المنطقة الزمنية                                           | ت ع م+01:00، ت ع م+02:00، توقيت وسط أوروبا، توقيت وسط أوروبا الصيفي، أوروبا/براغ ‏ | ت ع م+03:00             |

## منظمات دولية مشتركة
يشترك البلدان في عضوية مجموعة من المنظمات الدولية، منها:
| علم المنظمة | اسم المنظمة                               | تاريخ انضمام التشيك | تاريخ انضمام اليمن |
| ----------- | ----------------------------------------- | ------------------- | ------------------ |
|             | مؤسسة التنمية الدولية                     | 1993                | 22 مايو 1970       |
|             | مؤسسة التمويل الدولية                     | 1993                | 22 مايو 1970       |
|             | منظمة حظر الأسلحة الكيميائية              | ?                   | ?                  |
|             | الأمم المتحدة                             | 19 يناير 1993       | 30 سبتمبر 1947     |
|             | الاتحاد الدولي للاتصالات                  | 1993                | 1931               |
|             | منظمة الشرطة الجنائية الدولية             | ?                   | ?                  |
|             | البنك الدولي للإنشاء والتعمير             | 1993                | 3 أكتوبر 1969      |
|             | الاتحاد البريدي العالمي                   | ?                   | ?                  |
|             | المركز الدولي لتسوية المنازعات الاستشارية | 22 أبريل 1993       | 20 نوفمبر 2004     |
|             | وكالة ضمان الاستثمار متعدد الأطراف        | 1993                | 12 مارس 1996       |
|             | يونسكو                                    | 22 فبراير 1993      | 2 أبريل 1962       |

## وصلات خارجية
- موقع وزارة الخارجية التشيكية